# LG GS290
LG GS290 Cookie Fresh — сенсорный телефон компании LG Electronics, ориентированный на социальные сети. Дата выпуска — 2010 год.
Компания-производитель позиционирует этот телефон как преемника LG KP500, первой модели в линейке Cookie.

## Краткое описание
LG Cookie Fresh выполнен в классическом корпусе и оснащен 3-дюймовым сенсорным дисплеем, с помощью которого можно управлять телефоном. Экран резистивный, поэтому он одинаково хорошо обрабатывает любые нажатия, в том числе стилусом или пальцем. Для оформления меню можно использовать до 18 цветов.
В LG GS290 установлен обновленный интерфейс A-Class. Он поддерживает три Рабочих стола, переключение между которыми осуществляется «перелистыванием» экрана, но в отличие от более ранней версии, которая установлена, к примеру в LG GD510, перемещение между экранами здесь полностью анимировано.
Одной из особенностей данного телефона является также его ориентация на интернет и социальные сети. Для общения в социальных сетях в GS290 установлено специальное приложение SNS, которое помогает управлять несколькими учетными записями и получать обновления в реальном времени с сайтов социальных сетей: общаться в Сети, узнавать статус своих друзей, оставляя комментарии или обновляя собственные страницы. Кроме того, в меню телефона и на экране «Виджеты» расположены ярлыки быстрого доступа к Facebook, Twitter, «Одноклассники» и «ВКонтакте». Также доступны сервисы «Яндекс»: «Поиск», «Погода», «Новости», «Я. Онлайн» и «Яндекс. Карты» а ещё приложение google.
Телефон оснащен 3,5-мм аудиоразъемом, с помощью которого можно слушать музыку через наушники других производителей и 2-мегапиксельной камерой без автофокуса. Специальные мультимедийные приложения Muvee Studio и Video Editor позволяют редактировать фотографии и видеоролики, а также добавлять эффекты и музыкальное сопровождение. Функция «Панель для рисования» позволяет создавать напоминания, редактировать и сохранять захваченные изображения и фоновые картинки или отправлять их по MMS и e-mail. Доступны также функция рукописного ввода и возможность рисовать на дисплее телефона с помощью пальцев.

## Технические характеристики
| Технические характеристики               | Технические характеристики                                                      |
| ---------------------------------------- | ------------------------------------------------------------------------------- |
| Частотный диапазон                       | Сети GSM 850/900/1800/1900                                                      |
| Размер                                   | 108х53х12,5 мм                                                                  |
| Вес с аккумулятором                      | 97 г                                                                            |
| Ёмкость стандартного аккумулятора        | 900 мАч                                                                         |
| Дисплей                                  | 3 дюйма, TFT, разрешение 240x400, 262 тыс. цветов                               |
| Камера                                   | 2 Мп, фиксированный фокус                                                       |
| Запись видео                             | да                                                                              |
| Встроенная память                        | 32 МБ                                                                           |
| Внешняя память                           | MicroSD, до 16 ГБ                                                               |
| Сообщения и коммуникационные возможности |                                                                                 |
| Поддержка SMS                            | да                                                                              |
| Поддержка MMS                            | да                                                                              |
| Поддержка E-mail                         | да                                                                              |
| WAP                                      | 2.0                                                                             |
| GPRS                                     | да                                                                              |
| EDGE                                     | да                                                                              |
| USB                                      | да                                                                              |
| Bluetooth                                | 2.1+EDR                                                                         |
| Другие функции                           |                                                                                 |
| Встроенная телефонная книга              | 1000 контактов                                                                  |
| Идентификация абонента по фотографии     | да                                                                              |
| Органайзер                               | да                                                                              |
| Будильник                                | да                                                                              |
| Калькулятор                              | да                                                                              |
| Конвертор величин                        | да                                                                              |
| Мировое время                            | да                                                                              |
| Диктофон                                 | да                                                                              |
| Секундомер                               | да                                                                              |
| Синхронизация с ПК                       | да                                                                              |
| Функция съёмного диска                   | да                                                                              |
| Виброзвонок                              | да                                                                              |
| Громкая связь                            | да                                                                              |
| Встроенные игры                          | да                                                                              |
| Поддержка Java                           | да                                                                              |
| Абонентские группы                       | да                                                                              |
| Встроенный аудиоплеер                    | да (MP3, AAC, AAC+, WMA)                                                        |
| Встроенный видео плеер                   | MPEG4, H.263                                                                    |
| Эквалайзер                               | да                                                                              |
| FM-радио                                 | с функцией RDS, возможность записи «на лету», прослушивание радио без гарнитуры |
| Процессор                                | ARM926EJ-S 32 bit 220 MIPS @ 200 MHz                                            |